# دامنه ونتسیانو
یک فیزیکدان جوان ایتالیایی به نام گابریله ونتسیانو در سال ۱۹۶۸ در جستجوی مجموعه ای از روابط ریاضی بود که با آن بتواند نیروی هسته ای قوی را توضیح دهد.
سرانجام ونتسیانو معادلهٔ ریاضی ای یافت که می‌توانست کاملاً این نیرو را توصیف کند. آن معادله رابطهٔ لئونارد اویلر سوئیسی بود که ۲۰۰ سال پیشتر آن را کشف کرده بود.
ونتسیانو توانست با روابط اویلر دامنه ای را که به نام خود او هم گذاشته شد (دامنه ونتسیانو) برای برهم کنش قوی هسته ای بیابد.
در سال ۱۹۷۰ لئونارد ساسکیند آمریکایی دریافت که دامنه ونتسیانو را می‌توان به ریسمان نسبیتی، نسبت داد؛ و مقاله ای را منتشر کرد که در آن تأکید کرده بود که رابطهٔ اویلر اگر دقیق تر بررسی شود، شکلی از ذرات را نمایش خواهد داد که به صورت یک ریسمان کشی در حال ارتعاش رفتار می‌کند، کاری که از عهده ذرات نقطه ای بر نمی‌اید.
نظریه ریسمان همان‌طور که اشاره گردید اولین بار در سال ۱۹۷۰ توسط نامبو و ساسکیند برای تفسیر فرمول اویلر در فیزیک هسته ای که از سوی ونتسیانو پیشنهاد گردیده بود ارائه شد.
آنها نیروی هسته ای را به وسیلهٔ ریسمان‌های نوسان کنندهٔ یک بعدی توصیف کردند.
البته این توصیف پیش بینی‌های دیگری به دنبال داشت که مستقیماً با آزمایش‌ها متناقض بودند.

## نظریه ریسمان بوزونی
در سال ۱۹۷۴ جان شوارز و شرک طیف بوزونی این ریسمان‌های نوسان کننده را بررسی کردند و در آن تطابق دقیقی با خواص گراویتون‌ها یافتند.
این نظریه ساده‌ترین نظریه ریسمان یعنی نظریه ریسمان بوزونی بود که می‌توانست توصیف کننده نیروها (بوزون‌ها) باشد.

### فرمیون‌ها
ذرات تشکیل دهنده ماده هستند که دارای اسپین یک دوم (به عبارتی غیر صحیح) می‌باشند که شامل کوارک‌ها و لپتون‌ها هستند.

### بوزون‌ها
حاصل نیروهای بین فرمیون‌ها بوده و به ذرات تبادلی معروف هستند.
عدد کوانتومی اسپین این ذرات صحیح است.

#### مثال
برخی از بوزون‌ها مانند فوتون و گلئون بدون جرم هستند و بعضی دیگر مانند Z و W و بوزون هیگز دارای جرم می‌باشند.